# Panhard & Levassor Type X14

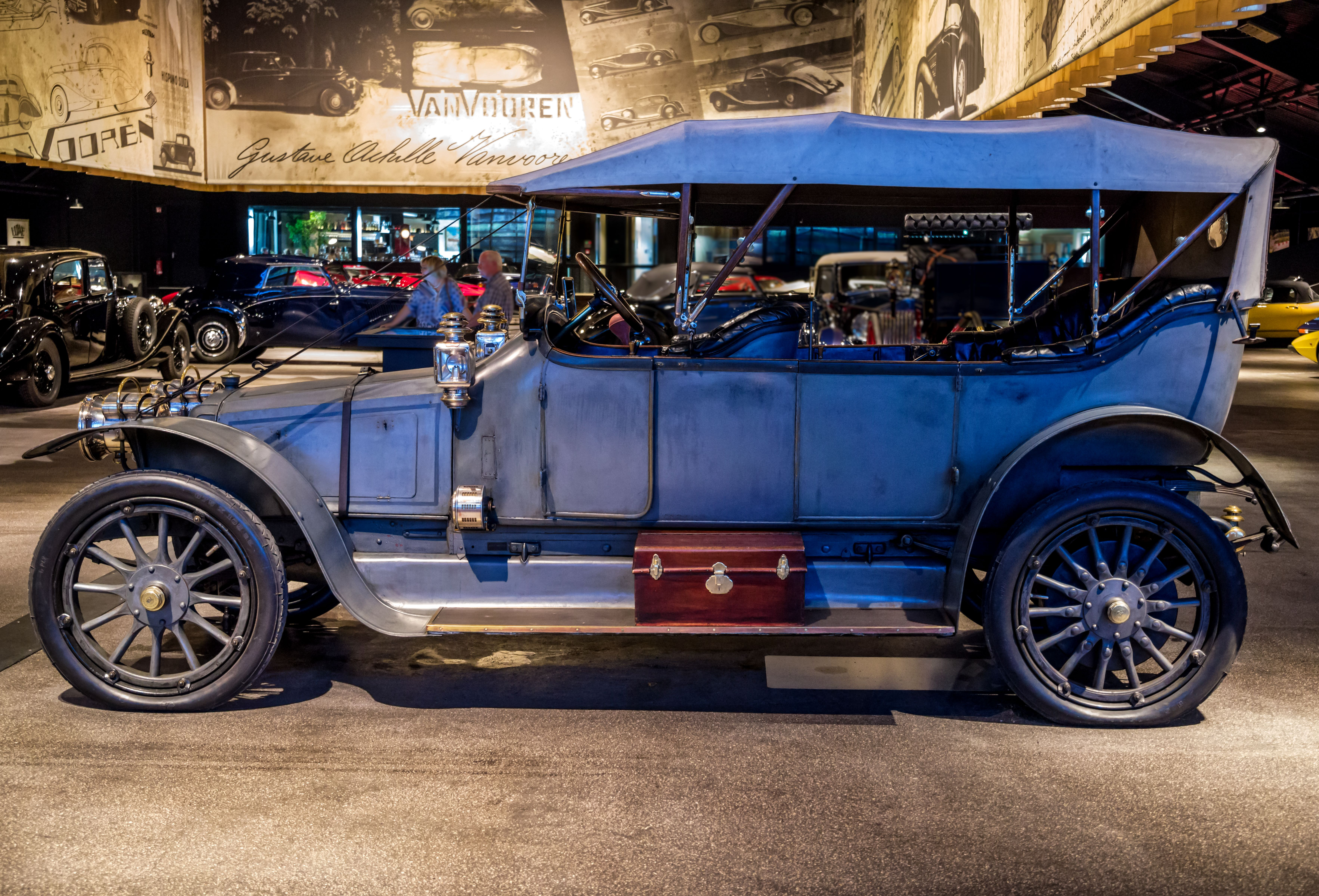
Seitenansicht

Der Panhard & Levassor Type X14 ist ein Pkw-Modell der 1910er Jahre. Hersteller war Panhard & Levassor in Frankreich.

## Beschreibung
Die Fahrzeuge haben einen ventillosen Schiebermotor nach einer Lizenz von Charles Yale Knight. Im Motorcode „K4F“ steht das „K“ für Knight und die „4“ für die Anzahl der Zylinder.
Der Vierzylinder-Reihenmotor hat 100 mm Bohrung, 140 mm Hub und 4398 cm³ Hubraum. Er wurde auch 20 CV genannt. Die Leistung des Frontmotors wird über ein Vierganggetriebe und eine Kardanwelle an die Hinterachse übertragen.
Bekannt sind die Karosseriebauformen Torpedo, Limousine und Landaulet.
Die Produktion lief von Juni 1911 bis April 1915. In den einzelnen Kalenderjahren wurden 128, 378, 222, 5 und 5 Fahrzeuge hergestellt. In Summe sind das 738 Fahrzeuge, von denen 262 exportiert wurden.
Ein erhaltenes Fahrzeug mit der Fahrgestellnummer 27.065 wurde 2013 mit einem Schätzpreis von 220.000 bis 280.000 Euro auf einer Auktion angeboten, aber nicht verkauft. Später stand es im Oldtimer-Museum Volante. 2018 wurde es für 298.000 Euro versteigert.
Der Type X7 war der Vorgänger. Der Type X9 wurde einige Zeit parallel angeboten, fand aber nur wenige Käufer.

## Zugmaschine
1912 entstand als Einzelstück eine Zugmaschine im Sinne des Panhard Chatillon Tractor.